# Panneau de signalisation routière au Japon

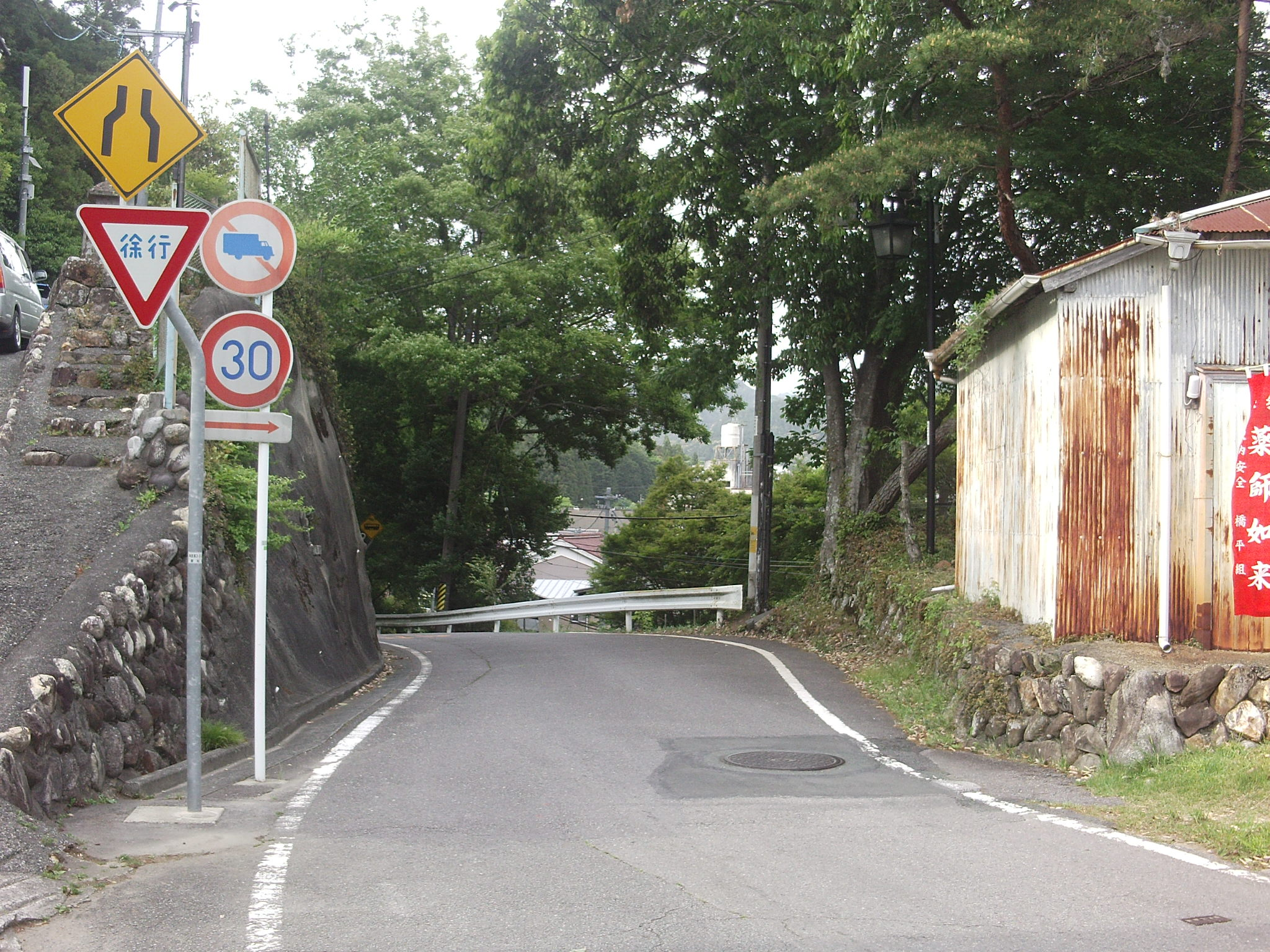
Panneaux de signalisation sur la route départementale Aichi numéro 439 à Toyooka, Shinshiron Aichi ; route étroite, ralentir (ancien design), interdit aux camions et vitesse limitée à 30 km/h

Au Japon, les panneaux de signalisation routière (道路標識, dōro-hyōshiki) sont officiellement normés dans le « Décret sur les panneaux de signalisation et les marquages routiers » (道路標識、区画線及び道路標示に関する命令) publié en 1968. Il s'inspire en grande partie du « Décret sur la standardisation des panneaux routiers » publié par le département de la police métropolitaine de Tokyo en 1938 et du « Décret sur les panneaux routiers » du Ministère de l'Intérieur publié en 1942.
Les panneaux routiers peuvent être classifiés comme « panneaux principaux » (本標識, hon-hyōshiki) ou « panneaux complémentaires » (補助標識, hojo-hyōshiki).

## Panneaux principaux
Les panneaux principaux (本標識, hon-hyōshiki) sont subdivisés en quatre types différents. Les panneaux d'information, d'avertissement, de prescription et d'indications.

### Panneaux d'information
Les panneaux d'information (案内標識, an'nai-hyōshiki) désignent les directions ou les distances sur la route. Les panneaux d'information sur les expressways sont écrits en blanc sur fond vert foncé. Dans les zones urbaines et les routes nationales, les panneaux sont sur fond bleu. Les panneaux sont normalement écrits en japonais et en anglais. Depuis 2014, c'est la fonte de caractères Vialog qui est utilisée pour les transcriptions et les mots de la langue anglaise.

Voie rapide : présence d'un ralentisseur devant
Voie rapide : sortie à proximité
Sorties et distance (voie rapide)
Carrefour (voie rapide)
Numéro de voie rapide (E1; Tomei)
Bouclier d'une voie rapide (E4; Tōhoku)
Bouclier d'une voie rapide urbaine (Shuto C1)
Intersection
Intersection
Distance avec les villes et les zones
Bouclier d'une route nationale (Route 20)
Bouclier d'une voie nationale
Bouclier d'une voie nationale
Bouclier d'une voie rapide préfectorale (Fukuoka Route 758)
Bouclier d'une voie rapide préfectorale
Bouclier d'une voie rapide préfectorale (itinéraire interurbain)
Bouclier d'une voie rapide préfectorale
Bouclier d'une voie rapide préfectorale (itinéraire interurbain)
Nom de rue
Déviation
Déviation
Limitation de hauteur (voie rapide)
Limitation de poids

### Panneaux d'avertissement
Les panneaux d'avertissement (警戒標識, keikai-hyōshiki) préviennent les conducteurs de dangers ou de situation dans laquelle ils doivent faire attention. Les panneaux sont sur fond jaune en forme de losange.

#### Panneaux de carrefours

Carrefour en croix simple
Carrefour en T à 45° à droite
Carrefour en T à 45° à gauche
Carrefour en T
Carrefour en Y
Carrefour giratoire

Ces panneaux sont installés à des carrefours où la visibilité est réduite et où une vigilance est requise. En principe, ils sont installés entre 30 et 120 mètres avec le carrefour.

#### Panneaux de virages dangereux

Virage à droite
Virage à gauche
Virage à droite
Virage à gauche
Virage courbée à droite
Virage courbée à gauche
Déviation latérale à droite
Déviation latérale à gauche
Virage en lacet à droite
Virage en lacet à gauche

Ils sont installés entre 30 et 200 mètres avant le début du virage et la nécessité de l'installation dépend des conditions routières (vitesse, volume du trafic, accidentologies, etc.).

#### Panneaux de descente ou montée dangereuses

Montée dangereuse
Descente dangereuse

Selon la vitesse et le degré de la pente, ils sont placés entre 30 et 200 mètres avant la pente. Le pourcentage sur les panneaux indique qu'une avancée horizontale de 100 mètres entraînera une augmentation (ou diminution) de X mètres. Par exemple, s'il est écrit « 5 % » sur un panneau de descente, alors le véhicule descend de 5 mètres pour 100 mètres parcourus.

#### Panneaux de modifications du flux de circulation

Jonction de voies
Réduction du nombre de voies
Chaussée rétrécie
Circulation dans les deux sens
Travaux

Ces panneaux sont placés entre 50 et 200 mètres avant le danger. Seul le panneau indiquant des travaux peut être placé 1 000 mètres avant lesdits travaux.

#### Panneaux d'obstacles ou de dangers sur la chaussée

Passage à niveau (anciene version)
Passage à niveau
Zone scolaire
Feux de circulation
Chaussée glissante
Risque de chutes de pierres
Route accidentée

Ces panneaux sont installés juste avant le danger ou la zone de prudence. Les panneaux de passage à niveau devraient être installés à toutes les intersections pour que le trafic puisse s'arrêter,. L'ancienne version montrait une version de locomotive à vapeur mais depuis la démocratisation des trains électriques, un nouveau panneau a été adopté en 1986.

#### Panneaux de conditions météorologiques, de traversée d'animaux ou d'autres dangers

Vents de travers
Traversée d'animaux sauvages (cerfs)
Traversée d'animaux (chiens viverrin)
Traversée d'animaux (lièvres)
Traversée d'animaux (singes, notamment des macaques japonais)
Danger

Les panneaux de traversée d'animaux sont généralement spécifiques contrairement aux panneaux français. Certaines municipalités ont des panneaux pour les écureuil japonais comme à Obihiro ou pour les vaches dans les zones rurales.

### Panneaux de prescription
Les panneaux de prescription (規制標識, kisei-hyōshiki) sont des panneaux installés pour préserver la structure de la route, pour prévenir les dangers de la circulation ou pour empêcher les usagers de la route de s'engager sur la route ou de la quitter. La plupart de ces panneaux sont de forme ronde entouré un listel blanc puis d'une bordure rouge. Les caractères ou symboles en bleu sont des interdictions absolues tandis que ceux en blanc sont des injonctions ou des désignations positives.
Les panneaux peuvent être accompagnés de panneaux additionnels (appelés panonceaux en France), indiquant des réglementations spécifiant certains types de véhicules, des horaires, etc. Les panneaux de réglementation pour les piétons sont des carrés, à l'exception des panneaux de sens unique qui sont de forme rectangulaire.

#### Panneaux relatifs à l'arrêt ou au ralentissement
Le panneau STOP (止まれ, tomare) est de forme triangulaire dont le sommet pointe vers le bas est sur fond rouge. Le mot anglais « STOP » est affiché sur la version datant d'avant 1963 et celle après 2017 dans une fonte blanche. Les panneaux de prescription sont ronds sur fond blanc avec une bordure rouge. Les panneaux d'obligation sont bleus avec des pictogrammes blancs.

Ralentir (en japonais et en anglais, version actuelle datant de 2017)
Stop (écrit en japonais et en anglais, version actuelle datant de 2017)

##### Panneaux de restrictions de trafic
Ces panneaux sont installés aux entrées ou aux sorties des zones régulées. Le panneau de sens interdit n'est installé que sur les voies en sens unique. Le panneau « Interdit aux motos transportant deux personnes » a été supprimé en 1978 mais est revenu en avril 2005 sur les autoroutes.

Route fermée à toute circulation
Route interdite aux véhicules
Sens interdit
Interdit aux véhicules à moteur sauf moto et cyclomoteurs
Interdit aux camions
Interdit aux camions excédant un certain poids (ici, 3 tonnes)
Interdit aux bus et aux gros véhicules[4]
Interdit aux motos ou cyclomoteurs
Interdit aux véhicules non-motorisés sauf les vélos
Interdit aux vélos
Interdit aux véhicules à moteur
Interdit aux motos transportant deux personnes
Interdit aux véhicules sans chaînes à neige
Interdit aux véhicules transportant des matières dangereuses
Interdit aux véhicules dépassant un certain poids (ici, 5 tonnes)
Interdit aux véhicules dépassant une certaine hauteur (ici, 3,3 mètres)
Interdit aux véhicules dépassant une certaine largeur (ici, 2,2 mètres)
Véhicules motorisés uniquement
Vélos uniquement
Piétons et vélos uniquement
Réservé aux bus
Réservé aux taxis
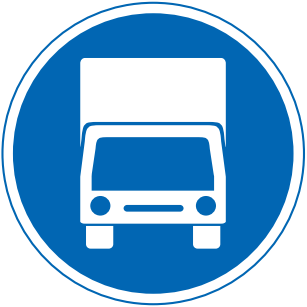
Réservé aux véhicules de transport de marchandises.
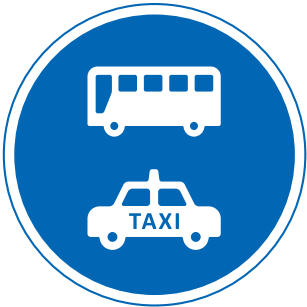
Réservé aux véhicules mentionnés sur le panneau (ici, les bus et les taxis)
Passage fermée aux piétons

##### Panneaux d'obligation de direction

Obligation de suivre l'une des directions indiquées par le panneau (ici, obligation d'aller tout droit ou à gauche)
Obligation de tourner à gauche
Obligation d'aller tout droite
Obligation d'aller à gauche ou droite
Obligation de contourner par la gauche
Obligation de suivre des directions pour tourner pour les motos
Obligation de suivre des directions pour tourner pour les motos
Obligation de tourner dans le sens horaire.

##### Panneaux d'interdiction de direction
Ces panneaux ne s'appliquent qu'aux véhicules.

Interdit de traverser pour les véhicules
Interdit de faire demi-tour
Interdit de dépasser en empiétant sur la partie droite de la route
Interdit de dépasser en empiétant sur la partie droite de la route (variante avec texte)
Limitation de vitesse (ici, 50 km/h)
Limitation de vitesse (ici, 50 km/h) pour certains véhicules
Vitesse minimale
Circulation en sens unique
Circulation en sens unique
Petits motocycles et bicycles en sens unique
Petits motocycles et bicycles en sens unique
Les camions doivent utiliser la voie la plus à gauche
Les véhicules agricoles doivent utiliser la voie la plus à droite
Voie réservée aux bus
Voie réservée aux bicycles
Voie prioritaire aux bus
Voie autorisée pour la circulation des véhicules agricoles sur un axe pour véhicules automobiles
Schéma de directions
Voie réservée pour tourner à gauche
Voie réservée pour aller tout droit
Autorisation d'utiliser le klaxon
Zone autorisée pour l'utilisation de klaxon
Interdit de traverser en dehors des passages piétons.

Parking et arrêt
Arrêt et stationnement interdit
Stationnement interdit
Stationnement limité
Stationnement en parallèle (créneau)
Stationnement en angle droit (en bataille)
Stationnement en épi avant

## Panneaux d'indication
Les panneaux d'instruction (指示標識, shiji-hyōshiki) signalent des éléments et des appareils sur la route auxquels les conducteurs doivent faire attention.

Ligne de stop
Ligne centrale
Autorisation de rouler sur les rails du tram
Station de tramway
Autorisation de stationner
Autorisation de s'arrêter
Passage piéton
Traversée d'enfants
Traversée de bicyclettes
Traversée de bicyclettes et de piétons
circulation interdite sauf aux vélos entre 8h et 20h excepté les dimanches et jours fériés, sur 100m

## Panneaux d'ancien

Ralentir (écrit en japonais uniquement, abandonné en 2017)
Panneau Cédez-le-passage (aboli en 2017)
Stop (écrit en japonais uniquement, utilisé de 1963 à 2017)
Panneau STOP, utilisé de 1950 à 1960
Panneau STOP, utilisé de 1960 à 1963